# Telesierra
Telesierra (actualmente Ribamontana TV) fue una red de canales de televisión fundado en el verano de 1994 por el empresario Rodrigo del Campo y desapareció como empresa en el año 2011, aunque sus operaciones continúan mediante la razón social de Ribamontana TV, operado por su esposa Rosario Cobo Zubillaga.
Telesierra mantuvo varios canales como Cubo TV, TVL, Vía Local, Onda Local, Movida Local y MX Local que funcionaban como estaciones afiliadas en diferentes puntos de España, los cuales se mantenían con programación de vídeos musicales, programas de call TV y servicios de tarificación 806, que se promocionaban por televisión. El canal fue intervenido por la policía de Madrid en el año 2005 debido a diferentes denuncias de estafa, los cuales terminaron el la detención de sus propietarios.
Actualmente Ribamontana TV mantiene un canal, conocido comercialmente como Ondamex TV, el cual sigue emitiéndose de forma ilegal en numerosos puntos de la geografía española además de ser transmitido vía satélite, ciñéndose exclusivamente a vídeos musicales y a anuncios de tarot y esoterismo.

## Historia

### Primeras transmisiones (1994-1999)
Telesierra empezó a emitir desde 1994 a través del canal 39 de la televisión analógica en la Comunidad de Madrid. La programación era puramente generalista, la cual consistía en programas locales, videoclips e informativos, emitiendo desde el municipio de Tres Cantos, haciendo uso de un modesto estudio localizado en una casa de la familia del Campo, y con un equipo transmisor sobre una cantera, en el límite con la ciudad vecina de Colmenar Viejo. En palabras de Rodrigo del Campo, su fundador, la idea de Telesierra nació gracias a una fábrica de software que tenía en ese entonces.
José Luis Rodríguez Eyre, exalcalde de Tres Cantos, decretó el cierre de la estación por no tener licencia para transmitir contenidos televisivos, pero sus propietarios ignoraron las advertencias, transmitiendo de forma improvisada en el mismo lugar, que se encontraba en un estado insalubre, ya que dicha cantera también era usada como basural.
En 1998, gracias a los altos ingresos generados por los servicios telefónicos de tarificación especial, lograron hacer crecer al canal, transmitiendo programas como dibujos animados, reportajes locales, noticias y otros programas variados, pero estos programas terminarían perdiendo relevancia, siendo reemplazados paulatinamente por concursos televisivos basados en servicios de telefonía de tarificación 806. Los ingresos ganados permitieron a los propietarios adquirir uno de los edificios dentro del Parque Tecnológico de Tres Cantos, pudiendo además cubrir los gastos de la manutención de su señal vía satélite.
Para fines de la década, el canal se logró expandir por toda España gracias a muchísimas emisoras locales de televisión que conectaban con Telesierra vía satélite, recibiendo las televisoras receptoras una cuota del dinero de las llamadas que se recibían de la zona correspondiente.

### Éxito del canal, concursos de call TV y denuncias de estafa por parte de los usuarios (2000-2005)
A finales de 1999 y principios del 2000, Telesierra ya tenía diversas señales de televisión, entre estas se encuentran: Cubo TV, TVL, Vía Local, Onda Local, Movida Local y MX Local, los cuales eran estaciones afiliadas de varios canales locales alrededor de España. Durante este tiempo, la programación generalista se mezclaba con videos musicales, programas de call TV, comerciales de servicios para teléfonos móviles y contenido erótico y pornográfico. El 13 de junio del 2000, Telefónica Servicios Audiovisuales comenzó a proveerle de servicios satelitales a los canales de Telesierra, a través del satélite Hispasat 1C.
Desde finales de los 90 e inicios de los 2000, Telesierra emitió programas de televisión tales como: Todos con Pepe, La Buena Mesa, Adivina lo que es y el informativo llamado Madrid al día. Los concursos que emitió Telesierra fueron: Clipeando, El número de la suerte, El juego de la oca, Limboson [sic], A trabajar, Latidos, Cocomossion [sic], entre otros.
Entre el año 2000 al 2005, hubo diversos reportes de televidentes que denunciaban haber sido estafados por Telesierra por altas sumas de dinero debido a sus concursos. El conocido portal para adultos PutaLocura denunció sobre el tema en 2002 afirmando que Telesierra estafaba a los televidentes, emitía concursos pregrabados e indicando que los anfritriones de esos programas eran "lo más freak que había visto en su vida", aunque irónicamente, el mismo Torbe fuera condenado a 1 año de prisión por un delito similar en 2012, el cual no fue a la cárcel por no haber tenido antecedentes en ese entonces.
Así mismo, el Consejo del Audiovisual Catalán comenzó a investigar a los concursos de Telesierra con el fin de establecer parámetros para regular este tipo de concursos televisivos. De acuerdo con el periódico El Mundo, en la Oficina Municipal de Información al Consumidor de Quintanar de la Orden se han presentado quejas por facturas de más de 600 euros, además de que el mismo Consejo del Audiovisual Catalán notificó el accionar a las operadoras telefónicas y estas optaron por rescindir el contrato con Telesierra, so pena de ser sancionadas.
Además de ello, el Consejo del Audiovisual Catalán recibió reportes de Televisión Española de que Telesierra estaba transmitiendo de forma irregular, el cual hacía que interfiera con la señal de La 2, en Reus. En dicha transmisión, los televidentes denunciaron que una de las señales de Telesierra estaba transmitiendo contenidos pornográficos, e incluso de carácter zoofílico.
Las denuncias no solamente fueron hechas por las autoridades españolas, sino que fue expresada por los mismos televidentes de la misma. Durante la transmisión del programa Adivina lo que es del presentador Oscar Vidal, diversos televidentes llamaron a la empresa con palabras malsonantes como protesta por el valor de las llamadas y por las condiciones del concurso, el cual consistía en entradas gratis para los cines de la Fundación Lumière pero que debían ser canjeadas en persona en Madrid.
El 25 de mayo del 2004, los dueños de Telesierra fueron llamados a declarar por el presunto delito de estafa, cuyos demandantes fueron televidentes que fueron estafados y empresas del sector de las telecomunicaciones, los cuales fueron afectados por el accionar de la televisora. La defensa de los acusados fue que los hermanos Rosario y Carlos del Campo Cobo, no eran los gerentes de la empresa en la fecha en que ocurrieron los hechos.

### Investigación de Antena 3 e intervención de la policía (2005)
Desde el 22 de diciembre de 2004 hasta el 14 de marzo del 2005, el programa Siete días, siete noches de Antena 3 emitió varios reportajes sobre Telesierra, su modus operandi y los testimonios de algunos ex-presentadores indicando los atropellos laborales que recibían. Parte de la investigación incluyó la filmación con una cámara oculta del centro de operaciones de la empresa. En los reportajes se indicó la manera en la que Telesierra estafaba a las personas aprovechándose de los altos precios de tarificación especial sin pasar llamada a directo. El método consistía en que uno llamaba, la contestadora automática recitaba las condiciones legales de la llamada, dejaban esperando 30 minutos a la persona (el máximo de tiempo establecido por la ley española) sobre las llamadas 806 y al final colgaban.
También se reportó que, para disimular que las llamadas no se pasaban a directo, eran los propios trabajadores los que pasaban a directo y decían respuestas falsas. Cuando se llegaba al máximo de llamadas al final del programa, no se finalizaba, sino que seguía, hasta que bajaban las llamadas al mínimo y uno de dentro decía la respuesta. De acuerdo con el reportaje, la familia Campo ganó más de 302 mil millones de pesetas entre los años 1999 y 2001 y más de 10 millones de euros entre los años 2002 y 2003.
Durante el reportaje se recogió el testimonio de varios extrabajadores que alegaron haber sufrido acoso laboral por parte de Rosario Cobo, esposa de Rodrigo del Campo. Uno de ellos afirmó que una trabajadora que sufría de obesidad sufrió de depresión debido a los constantes comentarios de parte de los dueños de la empresa, lo cual terminó con ella sometiéndose a una operación por la presión que sufría desde adentro. Además de esto, los dueños de la empresa exigían a los trabajadores aceptar cualquier tipo de llamadas, incluyendo menores de edad (por ley, está prohibido que un menor de edad sin supervisión de un adulto marcara los números de tarificación especial). Uno de los trabajadores indicó que incluso los menores de edad llamaban a las líneas eróticas.
Durante la emisión de estos reportajes, los dueños de Telesierra dejaron de pasar llamadas a directo como una forma de ocultar el engaño. Debido a estos reportajes y a las denuncias que había en España, bastó para que la Guardia Civil española tomara cartas en el asunto.
El 7 de marzo de 2005, la Guardia Civil de Madrid, mediante la denominada Operación Cadena, realizó un allanamiento incautando material que serviría para la investigación que estaba en curso. Durante la requisa, se recogió el testimonio de varios trabajadores, además de confirmarse que la familia del Campo estaba transfiriendo el dinero a otras cuentas mediante un intermediario. Debido a esto, Juan Salón, responsable de la operación ordenó la cancelación de los programas que se emitían, además del arresto de la familia del Campo, incluyendo su esposa y sus hijos Recadero y Rosario y la incautación de los bienes de los directivos.
El 19 de marzo de 2005, se reportó que la familia pagó la fianza y fueron puestos en libertad.

### Pérdida de frecuencias, cambio de programación y actualidad (2005-actualidad)
Debido a las denuncias, la Generalidad de Cataluña decidió ordenar el cierre de las emisiones de Telesierra, imponiendo a la empresa por cada uno de los cinco canales, una multa de 600.000 euros por una "falta muy grave", prevista en el artículo 53 de la Ley General de Telecomunicaciones 32/03, de 3 de noviembre, por no tener autorización y por producir interferencias. El 9 de febrero del 2005, la Comisión de Supervisión de Servicios de Tarificación Adicional decidió retirar todos los números de tarificación especial a Telesierra debido a una denuncia de la Organización de Consumidores y Usuarios (OCU) de España.
Después de que Antena 3 emitiera los reportajes, diversos canales autonómicos locales decidieron alejarse de Telesierra retirando las emisiones de todos sus contenidos. El 11 de febrero de 2005, se reportó que Vivir TV y Tele Aspe se desvinculan de la red Telesierra retirando toda su programación. 
Después de la intervención de la Guardia Civil de Madrid, la emisora siguió emitiendo videos musicales. Tiempo después, reintrodujeron las emisiones del informativo Madrid al Día y del programa La Buena Mesa en un intento de limpiar su imagen, presentándose una vez más como un canal de televisión convencional. Tiempo después, las emisiones de todas sus cadenas cerraron, quedándose solo con un canal, Cubo TV, emitiéndose de forma ilegal hasta el 2011, año en el que cerró la empresa Telesierra, pasando a ser Ribamontana TV.
Tras el apagón analógico y el auge de la televisión digital terrestre, la empresa, con el fin de despistar a las autoridades pertinentes, cambiaba constantemente de nombre, siendo su último nombre Ondamex TV. En 2012, el canal se redujo a transmitir videoclips las 24 horas, junto con anuncios de tarot y esoterismo en horario de todo público (esto desde 2009 es un delito, en conformidad a la Ley General de la Comunicación Audiovisual de España), además de chats por televisión, con mensajes soeces y sexuales, que no eran bien filtrados para no aparecer en pantalla.

## Programación y presentadores

### Programación
- Todos con Pepe
- La Buena Mesa
- Adivina lo que es
- Madrid al día
- Clipeando
- El número de la suerte
- El juego de la oca
- Limboson
- A trabajar
- Latidos
- Cocomossion
- La máquina de la suerte

### Presentadores
- Sara Márquez
- Eva Terriza
- Lorena Sanz
- Lorena Ibáñez
- Fanny Estévez
- Nayara Pascual
- Miguel Ángel Moreno
- José Luis Fernández
- Isabel Pérez
- Oscar Vidal

## En la cultura popular
Durante el auge de las emisiones de programas tipo call TV, el nombre de Telesierra se usó como un adjetivo de estafa durante una denuncia a una empresa dedicada a esta clase de concursos, la cual usaba un modus operandi similar al de Telesierra.
El presentador Oscar Vidal fue un breve ícono viral en Internet debido a su participación en el programa de Telesierra Adivina lo que es, el cual fue sujeto de insultos por parte de los televidentes como una forma de protesta en contra de la estafa del concurso de dicho programa.